# Жовкинівська сільська рада
Жовки́нівська сільська́ ра́да — колишній орган місцевого самоврядування в Володимирецькому районі Рівненської області. Адміністративний центр — село Жовкині.

## Загальні відомості
- Жовкинівська сільська рада утворена в 1940 році.
- Територія ради: 48,811 км²
- Населення ради: 905 осіб (станом на 2001 рік)

## Населені пункти
Сільській раді були підпорядковані населені пункти:
- с. Жовкині

## Склад ради
Рада складалася з 12 депутатів та голови.
- Голова ради: Парейко Валерій Іванович
- Секретар ради: Совгуть Валентина Сильвестрівна

### Керівний склад попередніх скликань
| ПІБ                         | Основні відомості                                                         | Дата обрання | Дата звільнення |
| --------------------------- | ------------------------------------------------------------------------- | ------------ | --------------- |
| Усатий Віктор Володимирович | Сільський голова, 1967 року народження, член Української Народної Партії  | 26.03.2006   | 31.10.2010      |
| Парейко Валерій Іванович    | Сільський голова, 1981 року народження, освіта вища, член Народної партії | 31.10.2010   |                 |

Примітка: таблиця складена за даними сайту Верховної Ради України